# Trigonophorus xisana
Trigonophorus xisana är en skalbaggsart som beskrevs av Ma 1985. Trigonophorus xisana ingår i släktet Trigonophorus och familjen Cetoniidae. Inga underarter finns listade i Catalogue of Life.